# Louis Raemaekersbrug
De Louis Raemaekersbrug in Roermond is de belangrijkste oeververbinding voor deze stad over de Maas. Over de brug loopt de N280 (Hornerweg) die Roermond met Weert verbindt. De Maasbrug bij Roermond werd op 3 november 2017 officieel omgedoopt en vernoemd naar Louis Raemaekers.
De bouw van de oude Maasbrug begon in 1865, waarna de brug in 1867 werd opengesteld voor het verkeer. Het was een smalle brug met een imposante staalconstructie. Tijdens de Tweede Wereldoorlog is de brug drie keer opgeblazen. Vervolgens werd er een noodbrug aangelegd en in 1960 werd begonnen met de bouw van de huidige Maasbrug met twee keer twee rijstroken en aan weerszijden brede fietspaden, die gescheiden zijn van het gemotoriseerd verkeer.
Tussen september 2011 en mei 2012 heeft Rijkswaterstaat groot onderhoud uitgevoerd aan het betonnen brugdek. De brug is opnieuw ingericht om de veiligheid te verbeteren. In het verleden hebben er verschillende (dodelijke) ongelukken plaatsgevonden, die onder andere werden veroorzaakt doordat voertuigen op de verkeerde rijbaan terechtkwamen. Om dergelijke ongevallen in de toekomst te voorkomen, is op de hoofdrijbaan een middengeleider geplaatst waarmee beide rijrichtingen van elkaar worden gescheiden. De fietspaden, die versmald dienden te worden, zijn nu eveneens door een hogere barrière van het gemotoriseerd verkeer gescheiden.